# M/V Lisco Gloria
M/V Lisco Gloria er af typen ROPAX, hvilket vil sige et kombineret fragt- og passagerfærge. Færgen sejler under litauisk flag, men ejes af AB DFDS Lisco, der er et søsterselskab til DFDS. Færgens rute er fra Kiel i Tyskland til Klaipeda i Litauen.
Lisco står for Lithuanian Shipping Company.
Lisco Gloria er omkring 200 meter langt og er bygget i Stettin i Polen 2001.
Skibet brød 9. oktober 2010 i brand på vej fra Kiel til Klaipeda, da der opstod en eksplosion på dækket. Alle passagerer og besætningsmedlemmer blev reddet ved et samarbejde mellem de tyske og danske redningstjenester samt private aktører. Alle 204 passagerer og 32 besætningsmedlemmer, i alt 236, blev reddet i god behold.
Det hollandske selskab SMIT International fik opgaven med at redde skibet og dets værdier. Skibet blev efterfølgende bugseret til Lindøværftet ved Munkebo, hvor det gennemgik brand- og forsikringstekniske undersøgelser. Senere blev det afgjort at skibet teknisk set var totalskadet og skulle skrottes, da prisen for en restaurering ville kunne løbe op i en størrelsesorden på 450 millioner kroner. Skibet ankom til Klaipeda den 22. februar 2011 for at blive skrottet
Lisco Gloria har et søsterskib, Dana Sirena, der sejlede på ruten Esbjerg – Harwich.

## Ophugning
Det er i februar 2011 besluttet at skrotte Lisco Gloria.

## Tidligere navne
- Golfo Dei Coralli (Italiensk flag)
- Dana Gloria (Dansk flag)